# Hongqi E-HS9
El Hongqi E-HS9 (xinès simplificat: 红旗E-HS9, pinyin: Hóngqí E-HS9) és un SUV elèctric de luxe de mida completa fabricat per Hongqi.
Presentat originalment al Hongqi E115 Concept durant el Saló Internacional de l'Automòbil de Frankfurt el 2019 i el Saló de l'Automòbil de Guangzhou del mateix any, la producció del Hongqi E-HS9 es va mostrar per primera vegada al Saló de l'Automòbil de Pequín de l'any 2020.
El Hongqi E-HS9 és un vehicle de 5 portes i 7 seients i costa entre 80.000 i 110.000 dòlars.
L'E-HS9 té un disseny de dos colors i ve amb rodes de 22 polzades. Té unes dimensions de 5209 mm/2010 mm/1731 mm, amb un 3110 distància entre eixos mm. El pes és de 2,700 quilograms (6,000 lb), i el coeficient d'arrossegament {\displaystyle c_{\mathrm {d} }} és 0,345.

## Tecnologia
El Hongqi E-HS9 està equipat amb un volant de sensor intel·ligent i sis pantalles intel·ligents, capaços de funcions com ara la navegació en escena real AR i el control remot del vehicle per telèfon mòbil, així com el desbloqueig, la regulació de la temperatura, el control de veu intel·ligent i la localització del vehicle. El Hongqi E-HS9 està equipat amb el sistema de conducció autònoma L3+ i OTA.

## Rendiment
L'E-HS9 està disponible en dos variants de rendiment diferents. El model d'especificacions inferiors inclou un motor elèctric per a cada eix amb una capacitat de 215 CV (160 kW; 218 PS) cadascun, amb 430 CV (321 kW; 436 PS) combinat. El model superior inclou un 329 CV (245 kW; 334 PS) motor per a l'eix posterior, amb una potència combinada de 544 CV (406 kW; 552 PS). L'acceleració del SUV de set passatgers de 0 a 60 mph (0 a 97 km/h) és en 5 segons. Segons Hongqi, l'E-HS9 pot viatjar aproximadament 480 km amb una sola càrrega.

## Bateria i càrrega
L'E-HS9 té una unitat de bateria de 92,5 quilowatts-hora amb un endoll CCS de 108 kW. El cotxe admet la tecnologia de càrrega sense fil o la càrrega sense contacte, que pot carregar completament el vehicle en 8,4 hores. La bateria de l'E-HS9 està especialment dissenyada amb una estructura de protecció de la bateria lateral totalment coberta. Pel que fa a la resistència, la gamma NEDC de Hongqi E-HS9 pot arribar fins a 510 km (320 mi). El vehicle pot aparcar de manera autònoma i ajustar l'alçada de la suspensió d'aire per obtenir la millor alineació de càrrega sense fil amb una eficiència de càrrega de fins a un 91%.

## Galeria

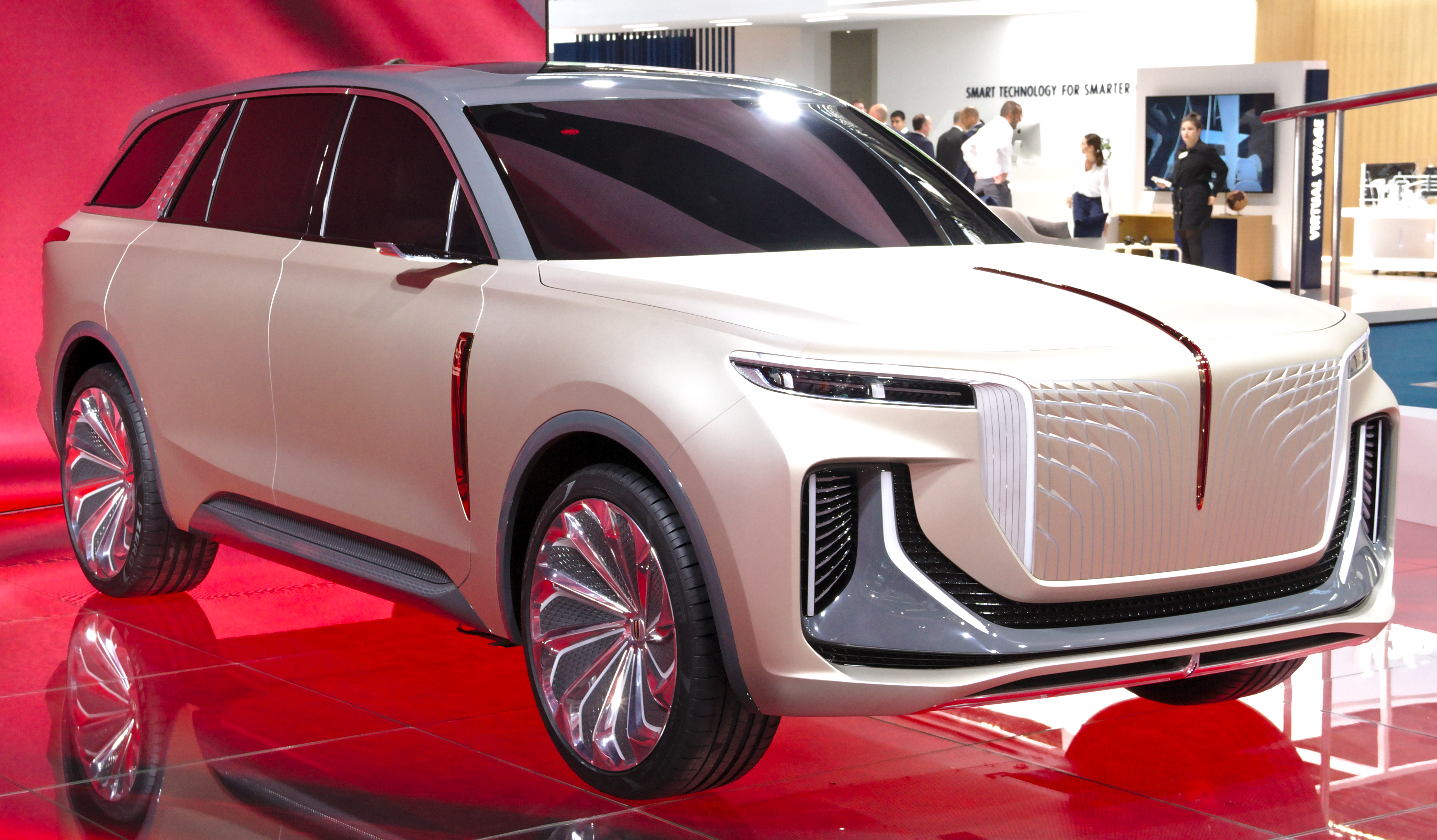
Hongqi E115 Concept al Saló de Frankfurt de 2019.
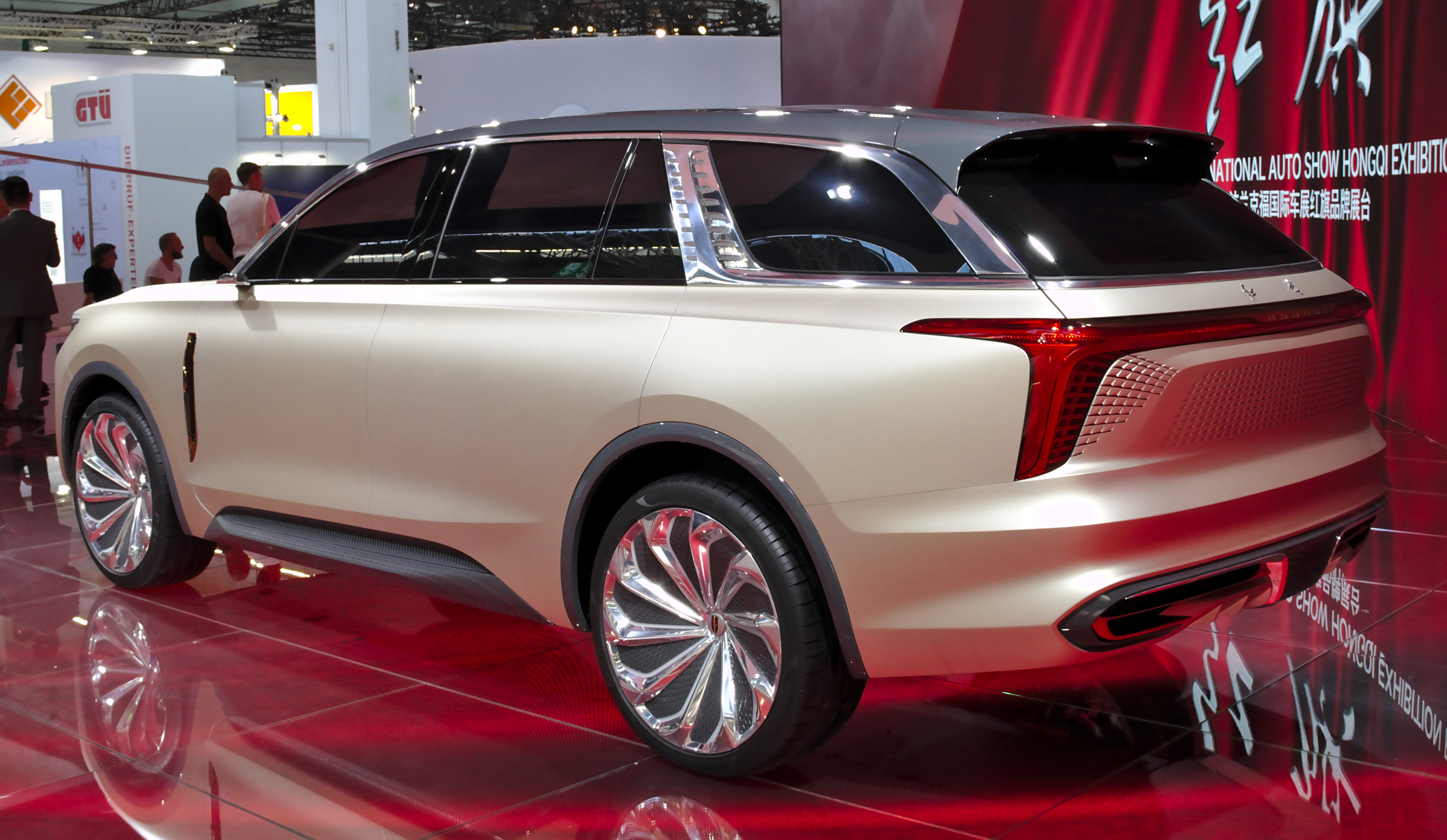
Hongqi E115 Concept al Saló de Frankfurt de 2019.
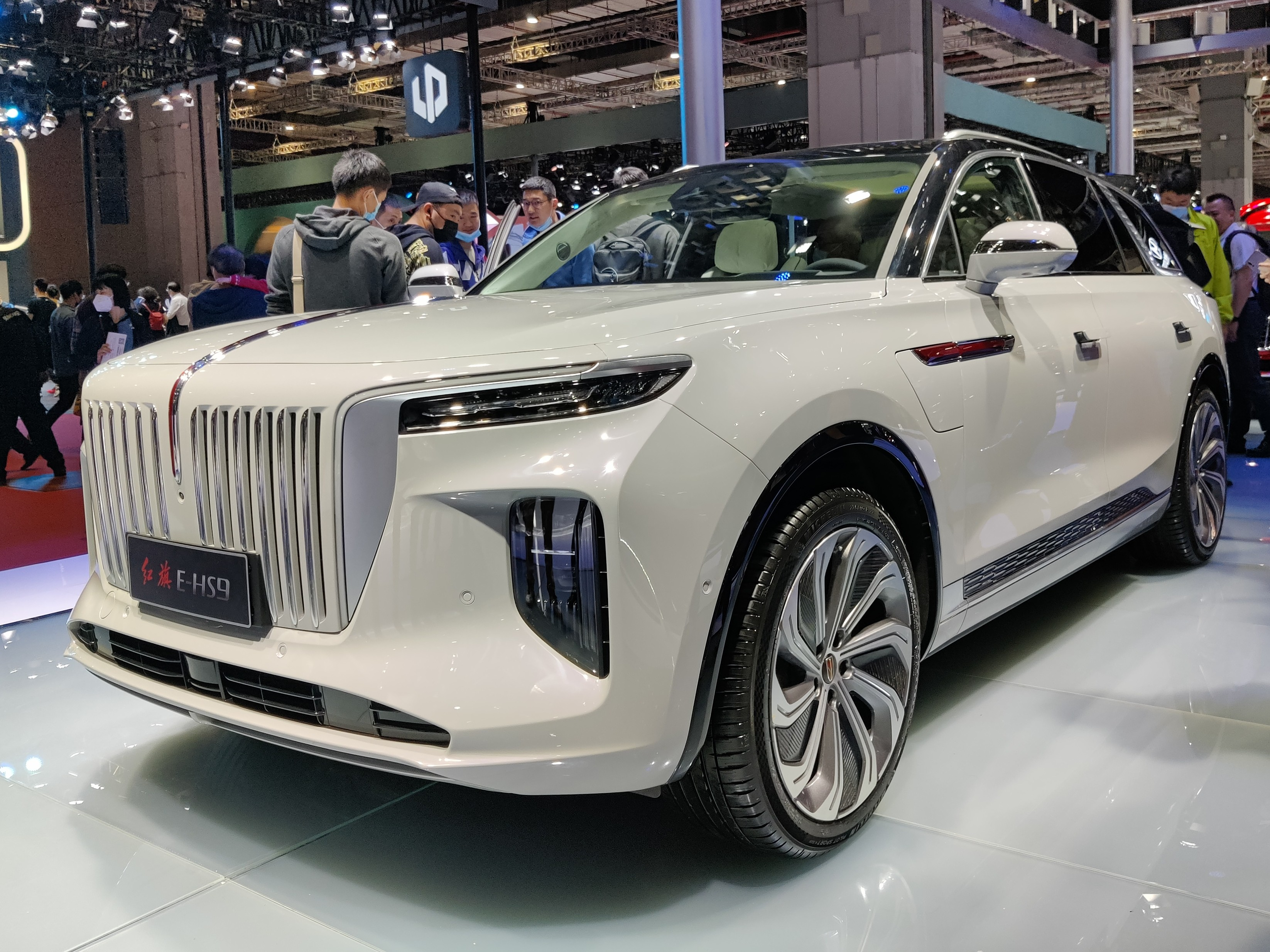
Hongqi E-HS9
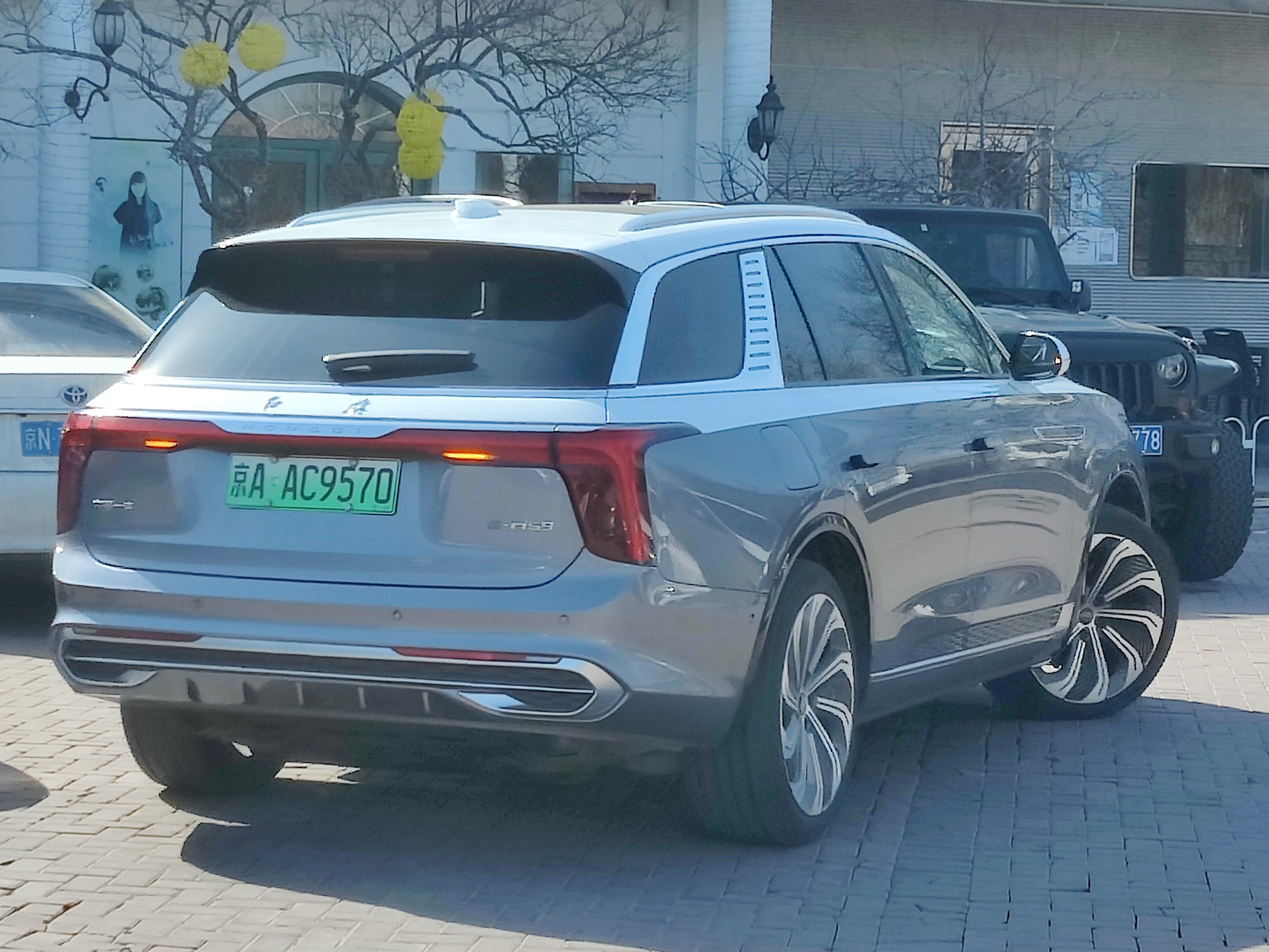
Hongqi E-HS9 pel darrere